# Enzima digestiva

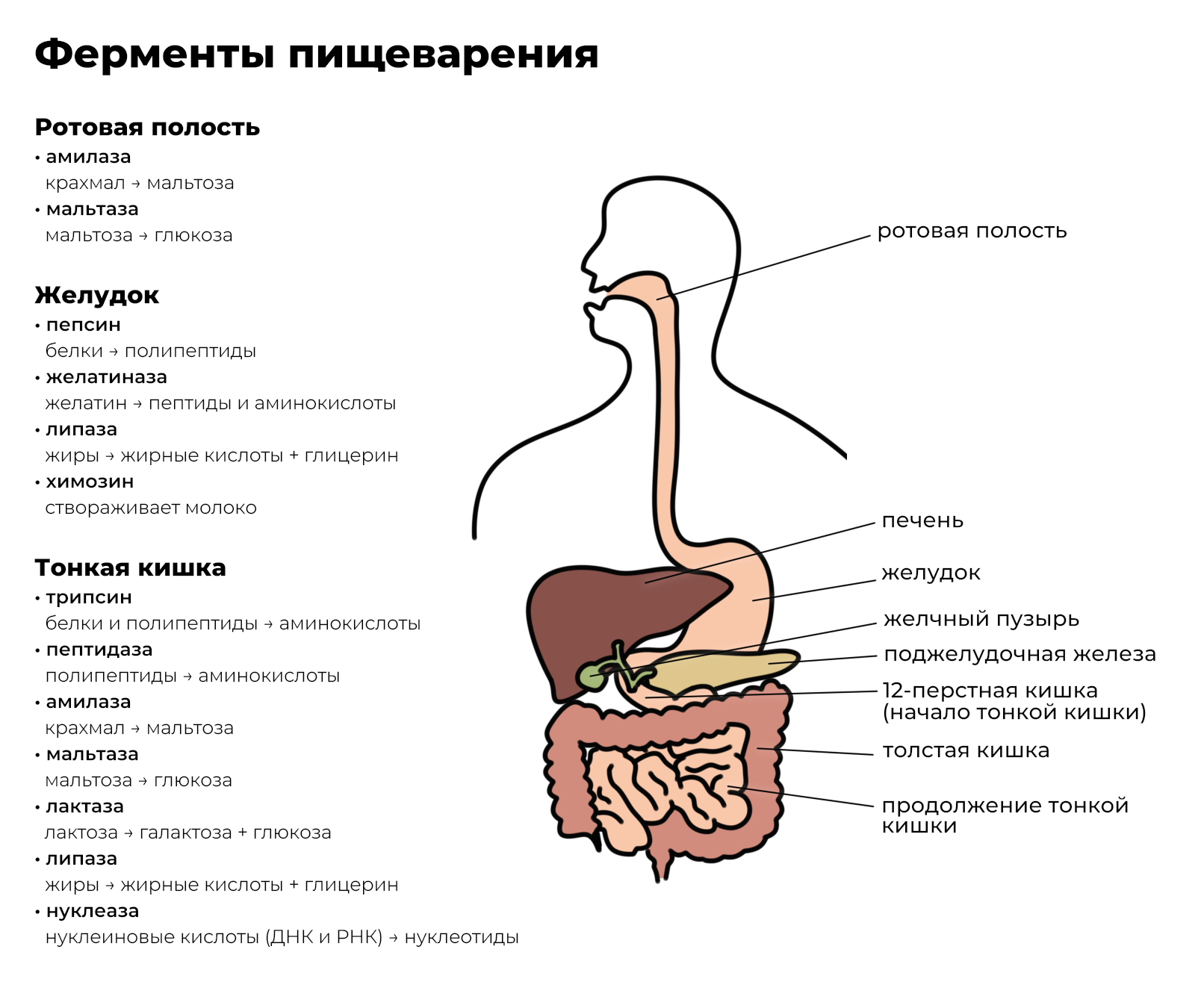
Enzima Digestiva

Las enzimas digestivas participan en el proceso químico de la digestión, que sigue al proceso mecánico de la digestión (mezcla y trituración de los alimentos). Son las que rompen los polímeros presentes en los alimentos de las moléculas más pequeñas, para que puedan ser absorbidas con facilidad. Las enzimas digestivas se encuentran en el tubo digestivo de los animales (incluidos los humanos) donde colaboran en la digestión del alimento, así como en el interior de las células, sobre todo en los lisosomas, donde funcionan para mantener la supervivencia celular. Existen enzimas digestivas en la saliva, en el jugo gástrico, en el jugo pancreático y en las secreciones intestinales.

## Características de enzimas digestivas

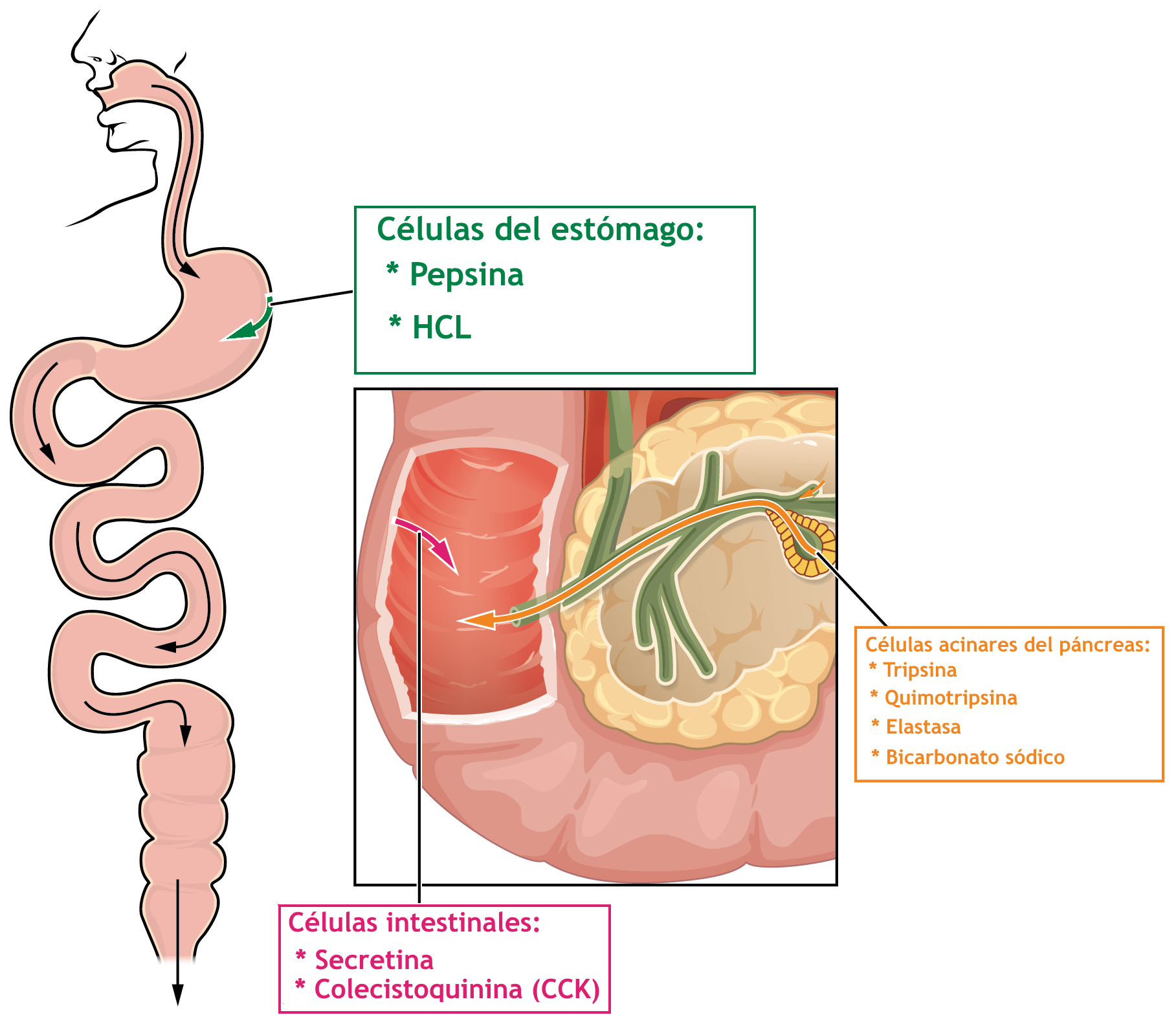
Enzimas digestivas

Existen diferentes tipos de enzimas digestivas:

### Lipasas
Las lipasas son enzimas específicas originadas en el páncreas que poseen la función de disociar los enlaces covalentes entre lípidos complejos llevándolos al estado de gliceroles y ácidos grasos asimilables por el organismo. Se dice que las lipasas son las que aceleran o controlan la producción de insulina en la misma.

### Peptidasas, proteasas o pepsina
Este grupo enzimático, que se origina en el estómago o en el páncreas, posee la capacidad de actuar sobre los enlaces peptídicos de las macromoléculas proteicas reduciéndolas a monómeros orgánicos denominados aminoácidos.

### Amilasas o carbohidrasas
Las denominadas amilasas son aquellas enzimas con función de romper los enlaces glucosídicos entre monosacáridos dejándolos de forma individual para ser asimilados. Hay tres tipos de amilasas dependiendo de su lugar de origen, estas son la amilasa salival, amilasa pancreática y amilasa intestinal (del duodeno).